# BAD-1
BAD-1はソビエト連邦の試作装甲車両である。

## 概要
戦間期、ソ連は多くの特定用途に特化した装甲車の開発を行っており、その中の一つに「鉄道も道路も走れる装甲車」というものがあった。
ソ連は広い国土の移動の為に鉄道を非常に重要視しており、多くの装甲列車の存在からもそれが窺える。一方で非常に広い範囲の鉄道の警護は積年の課題であり、そもそも鉄道周辺の道路の舗装率も低く、治安維持や国境警備に新たな方策が求められていた。その一つが鉄道道路両用で武装もしている装甲車であった。また鉄道による兵士の移動の円滑化も目的として挙げられた。
1931年、まず手始めにアメリカより購入したフォードモデルAAに鉄道用車輪を付け替えて実験が行われ、この際には15名を乗車させて80km/hでの走行が可能であった。これを受けて、装甲と武装を装備した車両を独自開発する計画が始まった。これがBAD-1である。

## 開発
開発は合同国家政治保安部OGPU（後のGPU）の技術部門にて行われた。
ベースは開発の発端となった試験でも用いられたフォードモデルAAをそのまま使用し、これに天頂部は4mm、正面は10mm、他は6mm厚の装甲を取り付け、車両の最も高い位置にDT機銃一つを装備した砲塔を設置。更に後部座席にも同様の砲塔がやや低い位置に設置された他、気筒部の傍らにも銃座が据えられた。さらに予備の機銃が運転席と後部座席の間に2つ収納されていた。
乗員は4名となっており、このうち運転手は1名、残りの3名は全員機銃手であった。
通常走行状態から鉄道走行状態へ移行はおよそ10分程度で行われた。

## 生産と配備
既成車両の改造という形の開発であった為、開発は36日で完了し、1931年10月から11月にかけて試験が行われ、これに合格する。試作車両はそのまま国境警備隊に配属された。また赤の広場での軍事パレードにも参加する機会があったという。
しかし既に開発されていたBA-27に比べて機動性が劣っていたせいか、それ以降BAD-1は生産されることはなかった。BAD-1を開発した部署はその翌年BAD-2という車両の開発にも携わるが、これは水陸両用戦車であり、BAD-1とは元となった車両以外の共通項はなく、関連性はない。